# Tatjana Chaschimowna Nikitina

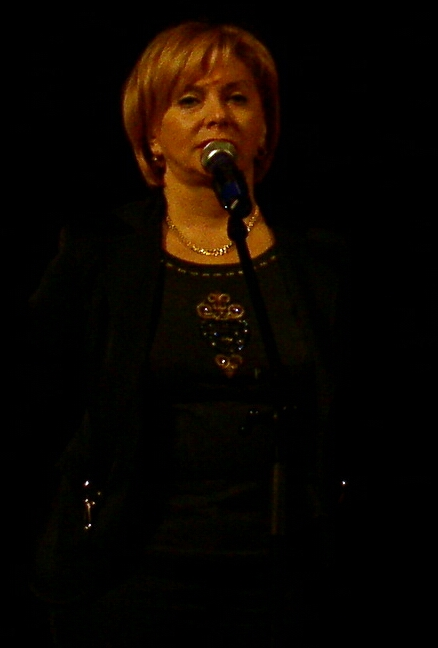
Tatjana Chaschimowna Nikitina (2009)

Tatjana Chaschimowna Nikitina, geboren Sadykowa, (russisch Татьяна Хашимовна Никитина; * 31. Dezember 1945 in Stalinabad, Tadschikische Sozialistische Sowjetrepublik) ist eine sowjetische bzw. russische Biophysikerin und Liedermacherin.

## Leben
Nikitinas Eltern waren der tadschikische Physiker Chaschim Umarowitsch Sadykow (1911–1996) und die russische Lehrerin für Russische Literatur Natalja Alexandrowna Sadykowa (1924–2009). Eine Großmutter war eine Nichte des Schauspielers Alexander Ostuschew. Sie wuchs in Stalinabad auf, das ab 1962 wieder den alten Namen Duschanbe trug, und schloss dort 1964 den Schulbesuch ab.
Darauf begann Nikitina das Studium an der Lomonossow-Universität Moskau (MGU) in der Physik-Fakultät (Fisfak) und schloss sich der Agitationsbrigade der Fisfak an. Am 23. Januar 1968 heiratete sie den Liedermacher Sergei Nikitin (* 1944), der gerade sein Physikstudium abgeschlossen hatte.
Von 1968 bis 1977 war Nikitina Mitglied des von ihrem Mann geleiteten Physikstudenten-Quintetts zusammen mit Carmen Santacreu, Wladimir Ulin und Nikolai Turkin. Auch sang sie im Duo mit ihrem Mann und gewann Preise bei Liedermacher-Festivals.
Nach dem Abschluss des Studiums in der Fisfak der MGU 1970 folgte die dreijährige Aspirantur im Institut für Biophysik der Akademie der Wissenschaften der UdSSR (AN-SSSR, seit 1991 Russische Akademie der Wissenschaften (RAN)) in Puschtschino, worauf Nikitina wissenschaftliche Mitarbeiterin des Allunionsforschugsinstituts für Blutersatzmittel und Hormonpräparate der AN-SSSR wurde. Ihre Dissertation über Untersuchungen der photosensibilisierten Tryptophanreaktionen in Aminosäuren, Peptiden und Proteinen mit der Elektronenspinresonanzmethode verteidigte sie 1978 mit Erfolg für die Promotion zur Kandidatin der physikalisch-mathematischen Wissenschaften. Sie wechselte 1985 zum Institut für Physikalische Chemie der AN-SSSR, wo sie bis 1990 forschte.
Nikitina war 1990–1991 Leiterin der Kulturabteilung des Oktjabrski-Rajon-Exekutivkomitees der Stadt Moskau und 1991 VizePräfekt des Zentralen Verwaltungsbezirks. Von 1992 bis 1994 war sie Vizekulturministerin der Russischen Föderation.
Bekannt war Nikitina durch ihre Lieder geworden. Mit ihrem Mann wirkte sie an diversen Kinofilmen und Kulturfilmen mit.
Seit 2002 unterstützt Nikitina mit  ihrem Mann und dem Unternehmer Grigori Lutschanski die Spezialschule von Smolensk für blinde und sehbehinderte Kinder.

## Ehrungen, Preise
- Zarskoje-Selo-Kunstpreis (1997)[1]
- Verdiente Künstlerin der Russischen Föderation (2003)[7]